# Tętnica żołądkowo-dwunastnicza

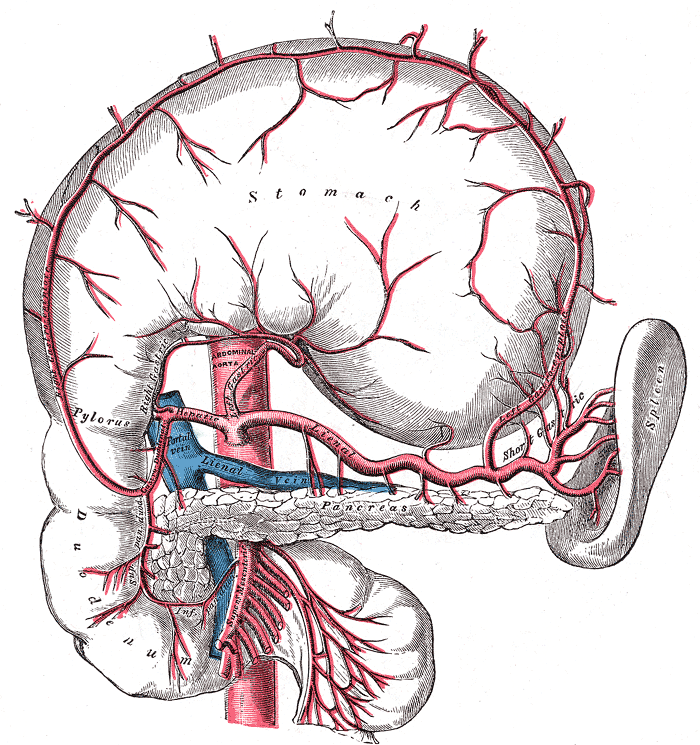
Tętnica żołądkowo-dwunastnicza podpisana Gastro-Duodenal

Tętnica żołądkowo-dwunastnicza (łac. arteria gastroduodenalis) – w anatomii człowieka tętnica będąca jednym z dwóch (obok tętnicy wątrobowej właściwej) końcowych odgałęzień tętnicy wątrobowej wspólnej, słabsza z nich.
Kieruje się w dół poza opuszką dwunastnicy. Oddaje tętnicę trzustkowo-dwunastniczą górną tylną zaopatrującą głowę trzustki oraz dwunastnicę i zespalającą się z gałęzią tylną tętnicy trzustkowo-dwunastniczej dolnej, następnie dzieli się na:
- tętnicę trzustkowo-dwunastniczą górną przednią, unaczyniającą trzustkę i dwunastnicę i łączącą się z gałęzią przednią tętnicy trzustkowo-dwunastniczej dolnej,
- tętnicę żołądkowo-sieciową prawą, biegnącą między blaszkami sieci większej wzdłuż krzywizny większej żołądka, unaczyniającą obie wymienione struktury i łączącą się z tętnicą żołądkowo-sieciową lewą[1].